# 久保純夫
久保 純夫（くぼ すみお、1949年12月14日 - ）は、大阪府出身の俳人。立命館大学文学部を卒業後、高校教諭。1970年、同人誌「獣園」創刊に参加。1971年、「花曜」入会、鈴木六林男に師事。「花曜」代表作家として活躍し同誌編集長を長年務めた。1969年、第8回花曜賞、1986年、第15回六人の会賞、1993年、第42回現代俳句協会賞受賞。2006年「光芒」を創刊、発行人を務める。代表句に「木蓮よ「その白い魔女を風葬に」」（『瑠璃薔薇館』）「水際に兵器性器の夥し」（『熊野集』）など。言葉に潜む生命力を探求し、内的傾向の強い作風。句集に『瑠璃薔薇館』『水渉記』『聖樹』『熊野集』『比翼連理』『光悦』『久保純夫句集』『フォーシーズンズプラス』『美しき死を真ん中の刹那あるいは永遠』（妻るみ子との共著）、俳論集に『スワンの不安』がある。